# ISO 9001:2015
La norma ISO 9001:2015 es el estándar internacional de carácter certificable que regula los Sistemas de Gestión de la Calidad (SGC). La serie de normas ISO 9000 promueven la adopción de un enfoque basado en procesos.
Esta norma es la heredera de su versión anterior, la norma ISO 9000-2000, que está siendo revisada y adaptada desde el 2012, y que reflejará al nuevo esquema normativo fijado por International Standards Organization (ISO) que ya se ha aplicado a normas como la ISO 27001 o

### La revisión del estándar de 2008
El desarrollo de la nueva norma ISO 9001 se hizo a través del Comité ISO/TC 176/SC 2 cuya Secretaría recaen en la British Standards Institution (BSI).
ISO tiene establecida una frecuencia de revisión estimada en las normas de 5 años para mantener al día sus contenidos y requisitos y adaptarlas a las últimas tendencias y cambios que se producen en el contexto normativo.
Este comité  trabajó desde el año 2012 y se realizaron varias reuniones desde esa fecha. Como resultado de las mismas se han originado los correspondientes documentos en los que se han podido observar los avances de la norma. Estos documentos han sido:
- Committee Draft  ISO/CD 9001 (3 de junio de 2013)
- Draft International Standard ISO/DIS 9001 (10 de julio de 2014)

La penúltima versión de la norma fue el denominado Final Draft International Standard ISO/FDIS 9001.La versión final de la ISO 9001:2015 salió a la luz en septiembre de 2015.

### Nueva estructura....
Uno de los principales cambios de la norma viene de la estructura de la misma. Este cambio proviene de la adaptación al esquema común del Anexo. Los epígrafes que forman parte de esta estructura son los siguientes:
- 0. Introducción
- 1. Alcance
- 2. Referencias normativas
- 3. Términos y definiciones.
- 4. Contexto de la organización
  - 4.1. Comprender la organización y su contexto
  - 4.2. Comprender las necesidades y expectativas de las partes interesadas
  - 4.3 Determinar el alcance del sistema de gestión de la calidad
  - 4.4 Gestión de la calidad
- 5. Liderazgo
  - 5.1. Liderazgo y compromiso
  - 5.2 Política de calidad
  - 5.3 Funciones de la organización, responsabilidades y autoridades
- 6. Planificación
  - 6.1 Acciones para afrontar riesgos y oportunidades
  - 6.2 Objetivos de calidad y planificación para lograrlos
  - 6.3 Planificación de los cambios
- 7. Soporte
  - 7.1 Recursos
  - 7.2 Competencia
  - 7.3 Conciencia
  - 7.4 Comunicación
  - 7.5 Información documentada
- 8. Operación
  - 8.1 Planificación y control operativo
  - 8.2 Determinación de las necesidades del mercado y de las interacciones con los clientes
  - 8.3 Planificación operacional
  - 8.4 Control de la prestación externa de bienes y servicios
  - 8.5 Desarrollo de productos y servicios
  - 8.6 La producción de bienes y prestación de servicios
  - 8.7 Liberación de bienes y servicios
  - 8.8 No conformidades de bienes y servicios
- 9. Evaluación del desempeño
  - 9.1 Seguimiento, medición, análisis y evaluación
  - 9.2 Auditoría Interna
  - 9.3 Revisión por la dirección
- 10. Mejora
  - 10.1 No conformidad y acciones correctivas
  - 10.2 Mejora

## Cambios que aporta
Los cambios más importantes que encontraremos en la quinta versión de la norma ISO 9001 son:
- Se adopta el esquema común de organización de la estructura de la norma que marca el Anexo S.L.
- Se revisa el lenguaje y se amplía hacia la generación de servicios.
- Se refuerza el enfoque a procesos.
- Se elimina el concepto de acción preventiva y se introduce el pensamiento basado en riesgos
- Registros y documentos pasan a denominarse “información documentada”.
- Se amplía el concepto de cliente a parte interesada.
- Se introduce el concepto de Control de Cambios muy ligado a modelos de Excelencia.
- Se insta a las organizaciones al aprovechamiento de las oportunidades de mejora.

### ¿Qué supondrá para las organizaciones certificadas con la versión de 2008?
La emisión de una nueva versión de la norma supondrá un período de transición de tres años que comenzará desde la publicación de la norma a finales de 2015 hasta finales de 2018. Por lo tanto, los certificados emitidos respecto de la norma de 2008 no serán válidos cuando finalice este período.

### ¿Y para las nuevas certificaciones?
Todas las certificaciones iniciales que se emitan a partir de los primeros meses de 2017, deberán realizarse bajo el nuevo estándar.

### ¿Y para los organismos de acreditación y de certificación?
También deberán afrontar cambios para adaptarse a la nueva norma y planificar la actualización sus herramientas y recursos.